# Bukit Panaih
Bukit Panaih är en kulle i Indonesien.   Den ligger i provinsen Aceh, i den västra delen av landet, 1 600 km nordväst om huvudstaden Jakarta. Toppen på Bukit Panaih är 41 meter över havet.
Terrängen runt Bukit Panaih är platt.Runt Bukit Panaih är det ganska tätbefolkat, med 52 invånare per kvadratkilometer. Omgivningarna runt Bukit Panaih är en mosaik av jordbruksmark och naturlig växtlighet.